# Belleuse
Belleuse est une commune française située dans le département de la Somme en région Hauts-de-France.

## Géographie

### Localisation
Belleuse est un village picard de l'Amiénois, limitrophe de l'Oise.
Limitrophe de Conty, la localité est située à 25 km au sud-ouest d'Amiens et à 30 km au nord de Beauvais, à vol d'oiseau.
Le territoire de la commune est limitrophe de ceux de sept communes.
Les communes limitrophes sont  Conty, Courcelles-sous-Thoix, Croissy-sur-Celle, Fleury, Lavacquerie, Monsures et Thoix.
9 avril 2025

### Géologie et relief
Belleuse se situe en limite des vallées creusées par le ruisseau des Évoissons et la Selle. De ce fait, deux relais hertziens ont été construits sur la commune, l'un, civil, désaffecté, et l'autre, à usage militaire.

### Hydrographie
La commune est située dans le bassin Artois-Picardie. Elle n'est drainée par aucun cours d'eau.

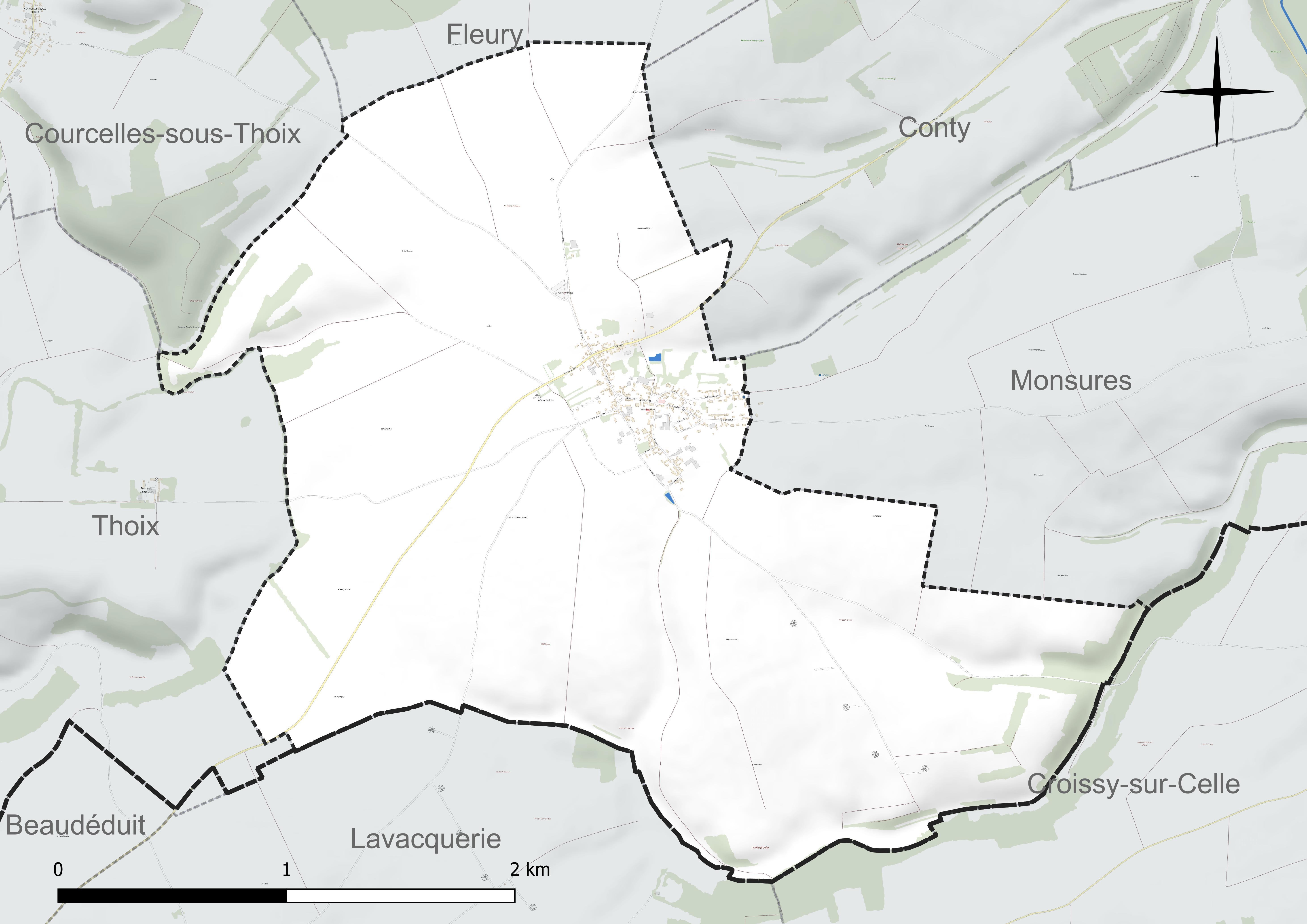
Réseau hydrographique de Belleuse.

### Climat
Pour des articles plus généraux, voir Climat des Hauts-de-France et Climat de la Somme.
En 2010, le climat de la commune est de type climat océanique dégradé des plaines du Centre et du Nord, selon une étude du CNRS s'appuyant sur une série de données couvrant la période 1971-2000. En 2020, Météo-France publie une typologie des climats de la France métropolitaine dans laquelle la commune est exposée à un climat océanique et est dans la région climatique Nord-est du bassin Parisien, caractérisée par un ensoleillement médiocre, une pluviométrie moyenne régulièrement répartie au cours de l'année et un hiver froid (3 °C).
Pour la période 1971-2000, la température annuelle moyenne est de 10,2 °C, avec une amplitude thermique annuelle de 14,3 °C. Le cumul annuel moyen de précipitations est de 775 mm, avec 12,3 jours de précipitations en janvier et 8,9 jours en juillet. Pour la période 1991-2020, la température moyenne annuelle observée sur la station météorologique la plus proche, située sur la commune de Rouvroy-les-Merles à 19 km à vol d'oiseau, est de 10,7 °C et le cumul annuel moyen de précipitations est de 647,9 mm,. Pour l'avenir, les paramètres climatiques de la commune estimés pour 2050 selon différents scénarios d'émission de gaz à effet de serre sont consultables sur un site dédié publié par Météo-France en novembre 2022.

## Urbanisme

### Typologie
Au 1er janvier 2024, Belleuse est catégorisée commune rurale à habitat dispersé, selon la nouvelle grille communale de densité à sept niveaux définie par l'Insee en 2022.
Elle est située hors unité urbaine. Par ailleurs la commune fait partie de l'aire d'attraction d'Amiens, dont elle est une commune de la couronne,. Cette aire, qui regroupe 369 communes, est catégorisée dans les aires de 200 000 à moins de 700 000 habitants,.

### Occupation des sols
L'occupation des sols de la commune, telle qu'elle ressort de la base de données européenne d'occupation biophysique des sols Corine Land Cover (CLC), est marquée par l'importance des territoires agricoles (93,1 % en 2018), une proportion sensiblement équivalente à celle de 1990 (93,8 %). La répartition détaillée en 2018 est la suivante : 
terres arables (92,2 %), zones urbanisées (4,3 %), forêts (2,5 %), prairies (0,9 %). L'évolution de l'occupation des sols de la commune et de ses infrastructures peut être observée sur les différentes représentations cartographiques du territoire : la carte de Cassini (XVIIIe siècle), la carte d'état-major (1820-1866) et les cartes ou photos aériennes de l'IGN pour la période actuelle (1950 à aujourd'hui).

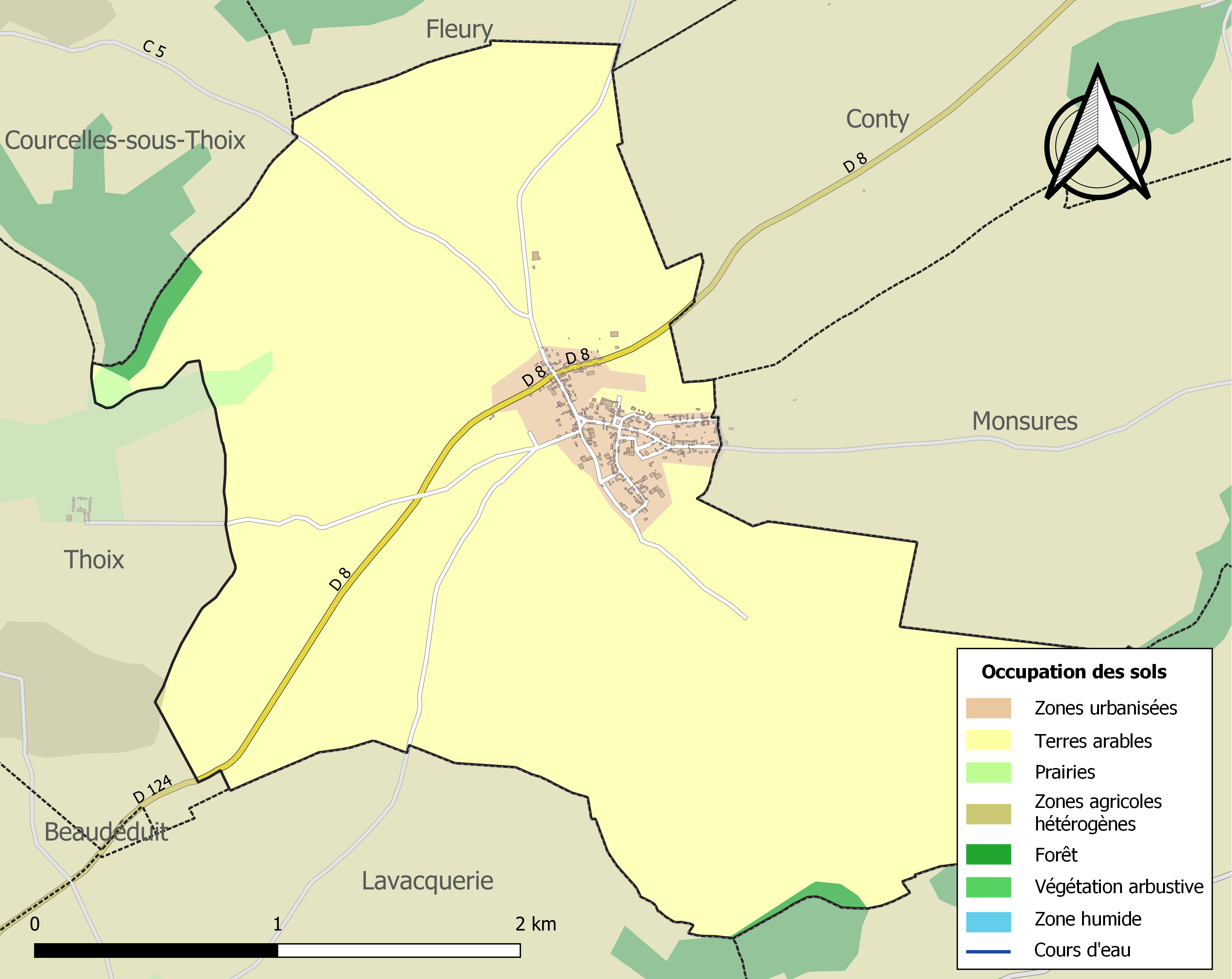
Carte des infrastructures et de l'occupation des sols de la commune en 2018 (CLC).

### Voies de communication et transports
Belleuse est située à l'écart des principales voies de communication du secteur. Elle est desservie par la départementale qui relie Grandvilliers à Conty.
La localité est desservie en 2019 par les lignes d'autocars du réseau interurbain Trans'80 Hauts-de-France.

## Toponymie
Le nom de la localité est attesté sous les formes Beeleuse (1225) ; Belleuse (1229) ; Beleuses (1292) ; Belleuses (1303) ; Beeleuses (1304) ; Belleze (1579) ; Belleuze (1626) ; Beleuse (1657) ; Bellenzes (1635) ; Belleure (1707) ; Beleuze (1752).
Belleuse signifie belle vue. Une autre étymologie proposée est que Belleuse serait une contraction de Bellereuse, du latin erodere, erosum et signifierait bel essart, beau défrichement.

## Histoire
Une villa gallo-romaine a été découverte en 1971 à Belleuse, au lieu-dit les Mureaux. On y a trouvé, par ailleurs, deux trésors monétaires renfermant des monnaies d'époque médiévale  et moderne, dont l'un de 169 pièces d'or.
Sous l'Ancien Régime, la seigneurie dépendait de la châtellenie de Conty.
En 1845, on indiquait encore comment convertir l'ancienne unité de mesure de surface agraire, la verge de l'ancien évêché d'Amiens, et encore utilisée dans la commune, en ares, soit 1 verge pour 0,455 m².
L'école de Belleuse a été inaugurée en 1882 par René Goblet, important homme politique de l'époque.
Un important incendie détruisit quatre fermes en novembre 1928, dont celle du maire, M. Magnier.

## Politique et administration

### Rattachements administratifs et électoraux
La commune se trouve dans l'arrondissement d'Amiens du département de la Somme. Pour l'élection des députés, elle fait partie depuis 2012 de la quatrième circonscription de la Somme.
Elle faisait partie depuis 1793 du canton de Conty. Dans le cadre du redécoupage cantonal de 2014 en France, la commune est intégrée au canton d'Ailly-sur-Noye.

### Intercommunalité
La commune était membre de la  communauté de communes du canton de Conty, créée par un arrêté préfectoral du 23 décembre 1996, et qui s'est substituée aux syndicats préexistants tels que le SIVOM et le SIVU de la coulée verte. Cette intercommunalité est renommée communauté de communes du Contynois en 2015, à la suite de la disparition du canton.
Dans le cadre des dispositions de la loi portant nouvelle organisation territoriale de la République du 7 août 2015, qui prévoit que les établissements publics de coopération intercommunale (EPCI) à fiscalité propre doivent avoir un minimum de 15 000 habitants, la préfète de la Somme propose en octobre 2015 un projet de nouveau schéma départemental de coopération intercommunale (SDCI) qui prévoit la réduction de 28 à 16 du nombre des intercommunalités à fiscalité propre du département.
Ce projet prévoit la « fusion des communautés de communes du Sud-Ouest Amiénois, du Contynois et de la région d'Oisemont », le nouvel ensemble de 37 412 habitants regroupant 120 communes,. À la suite de l'avis favorable de la commission départementale de coopération intercommunale en janvier 2016, la préfecture sollicite l'avis formel des conseils municipaux et communautaires concernés en vue de la mise en œuvre de la fusion.
La communauté de communes Somme Sud-Ouest, dont est désormais membre la commune, est ainsi créée au 1er janvier 2017.

### Liste des maires
| Période                                  | Période                       | Identité         | Étiquette | Qualité |
| ---------------------------------------- | ----------------------------- | ---------------- | --------- | --- |
| Les données manquantes sont à compléter. |                               |                  |           | |
| avant 1928                               |                               | M. Magnier       |           | Agriculteur |
| Les données manquantes sont à compléter. |                               |                  |           | |
| 1965                                     | 1983                          | Raoul Pierret    |           | Cultivateur |
| 1983                                     | juillet 2020                  | Joseph Bleyaert  |           | Président de la CC du canton de Conty (1989 → 2016) vice -président de la communauté de communes Somme Sud-Ouest (2017 → 2020) Président du Trinoval (? → 2020) |
| juillet 2020                             | En cours (au 10 juillet 2020) | Thibault Domisse |           | Fonctionnaire de police |

## Démographie
L'évolution du nombre d'habitants est connue à travers les recensements de la population effectués dans la commune depuis 1793. Pour les communes de moins de 10 000 habitants, une enquête de recensement portant sur toute la population est réalisée tous les cinq ans, les populations de référence des années intermédiaires étant quant à elles estimées par interpolation ou extrapolation. Pour la commune, le premier recensement exhaustif entrant dans le cadre du nouveau dispositif a été réalisé en 2005.

En 2022, la commune comptait 299 habitants, en évolution de −16,71 % par rapport à 2016 (Somme : −1,26 %, France hors Mayotte : +2,11 %).
| 1793  | 1800  | 1806  | 1821  | 1831  | 1836  | 1841  | 1846 | 1851 |
| ----- | ----- | ----- | ----- | ----- | ----- | ----- | ---- | ---- |
| 1 012 | 1 004 | 1 028 | 1 001 | 1 024 | 1 054 | 1 025 | 954  | 916  |

| 1856 | 1861 | 1866 | 1872 | 1876 | 1881 | 1886 | 1891 | 1896 |
| ---- | ---- | ---- | ---- | ---- | ---- | ---- | ---- | ---- |
| 904  | 873  | 835  | 775  | 720  | 665  | 667  | 565  | 506  |

| 1901 | 1906 | 1911 | 1921 | 1926 | 1931 | 1936 | 1946 | 1954 |
| ---- | ---- | ---- | ---- | ---- | ---- | ---- | ---- | ---- |
| 453  | 415  | 389  | 371  | 332  | 330  | 335  | 358  | 356  |

| 1962 | 1968 | 1975 | 1982 | 1990 | 1999 | 2005 | 2006 | 2010 |
| ---- | ---- | ---- | ---- | ---- | ---- | ---- | ---- | ---- |
| 348  | 327  | 258  | 246  | 258  | 280  | 313  | 314  | 347  |

| 2015 | 2020 | 2022 | - | - | - | - | - | - |
| ---- | ---- | ---- | - | - | - | - | - | - |
| 358  | 310  | 299  | - | - | - | - | - | - |

## Culture locale et patrimoine

### Lieux et monuments
- Église Saint-Pierre[35], reconstruite vers 1865, avec une tour du XVe siècle.
- Chapelle Saint-Pierre du XVIIIe siècle, dans le cimetière, simple nef à ouvertures cintrées et appareillage de brique et pierre[36].
- La coulée verte, itinéraire de randonnée reprenant le tracé d'une ancienne voie ferrée, passe par la commune.
- L'ancienne tour hertzienne de 40 mètres de haut, bâtie en 1951. Elle est devenue un logement privé insolite[37].

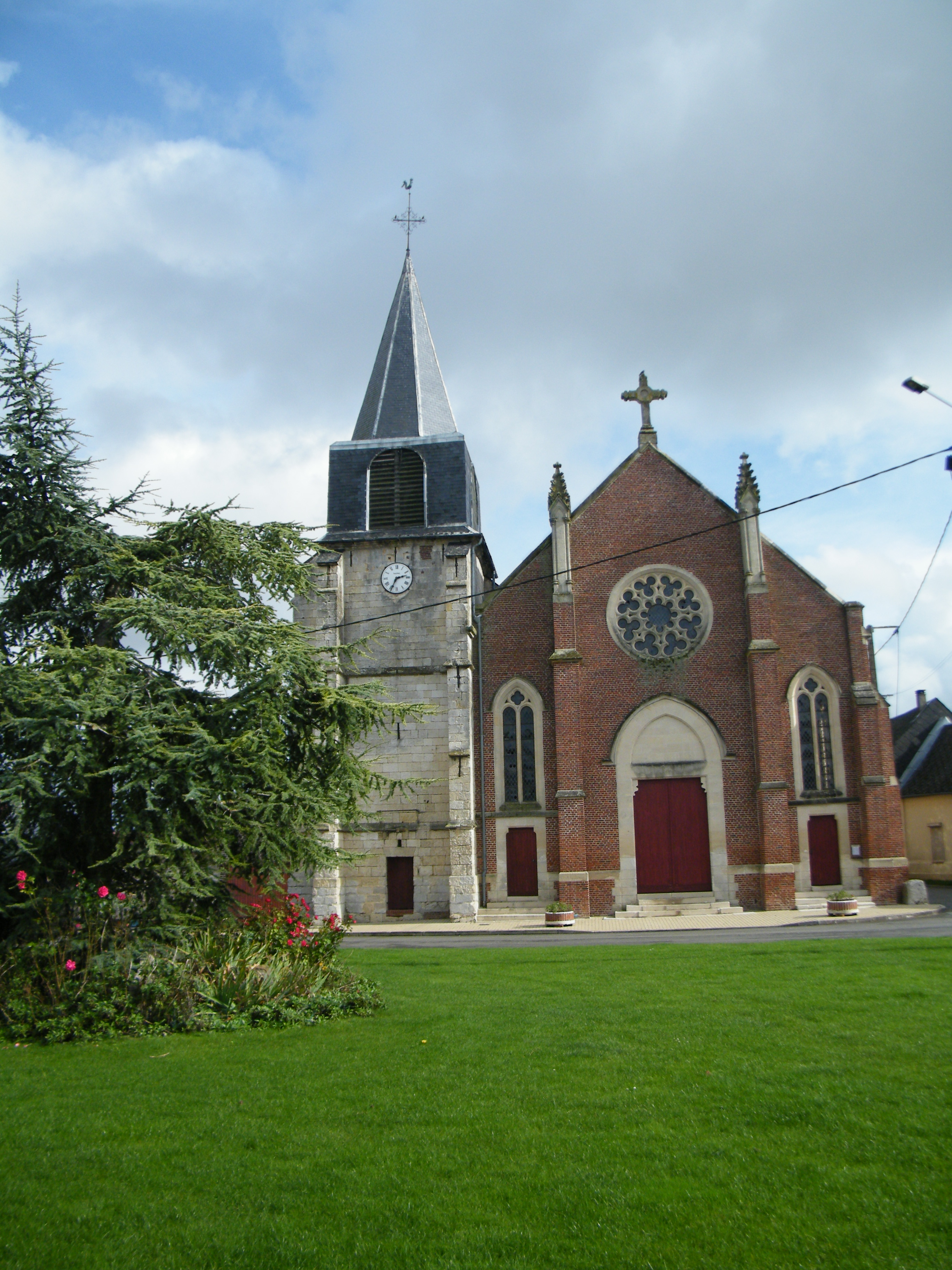
Église Saint-Pierre.
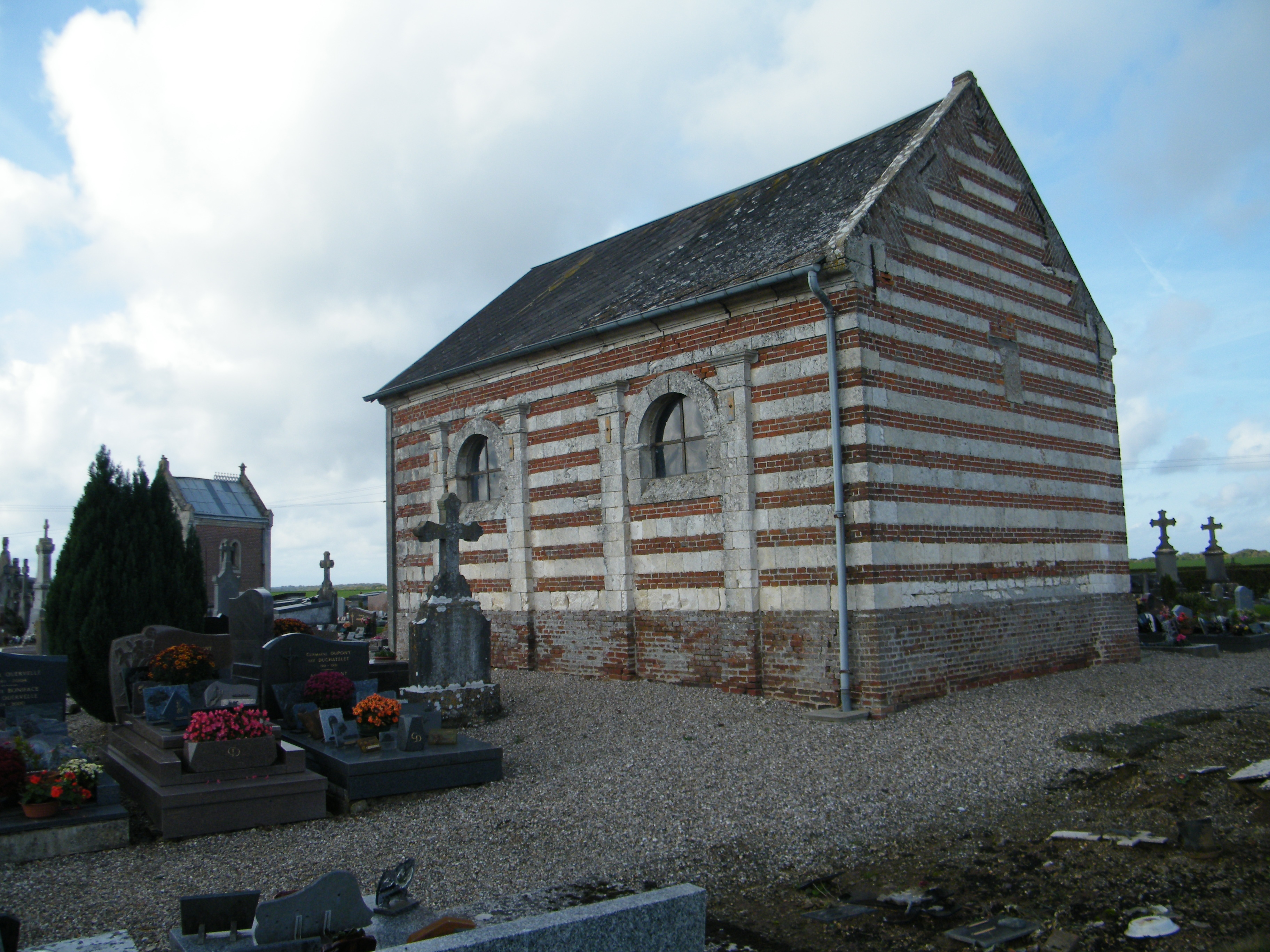
Chapelle Saint-Pierre du cimetière.
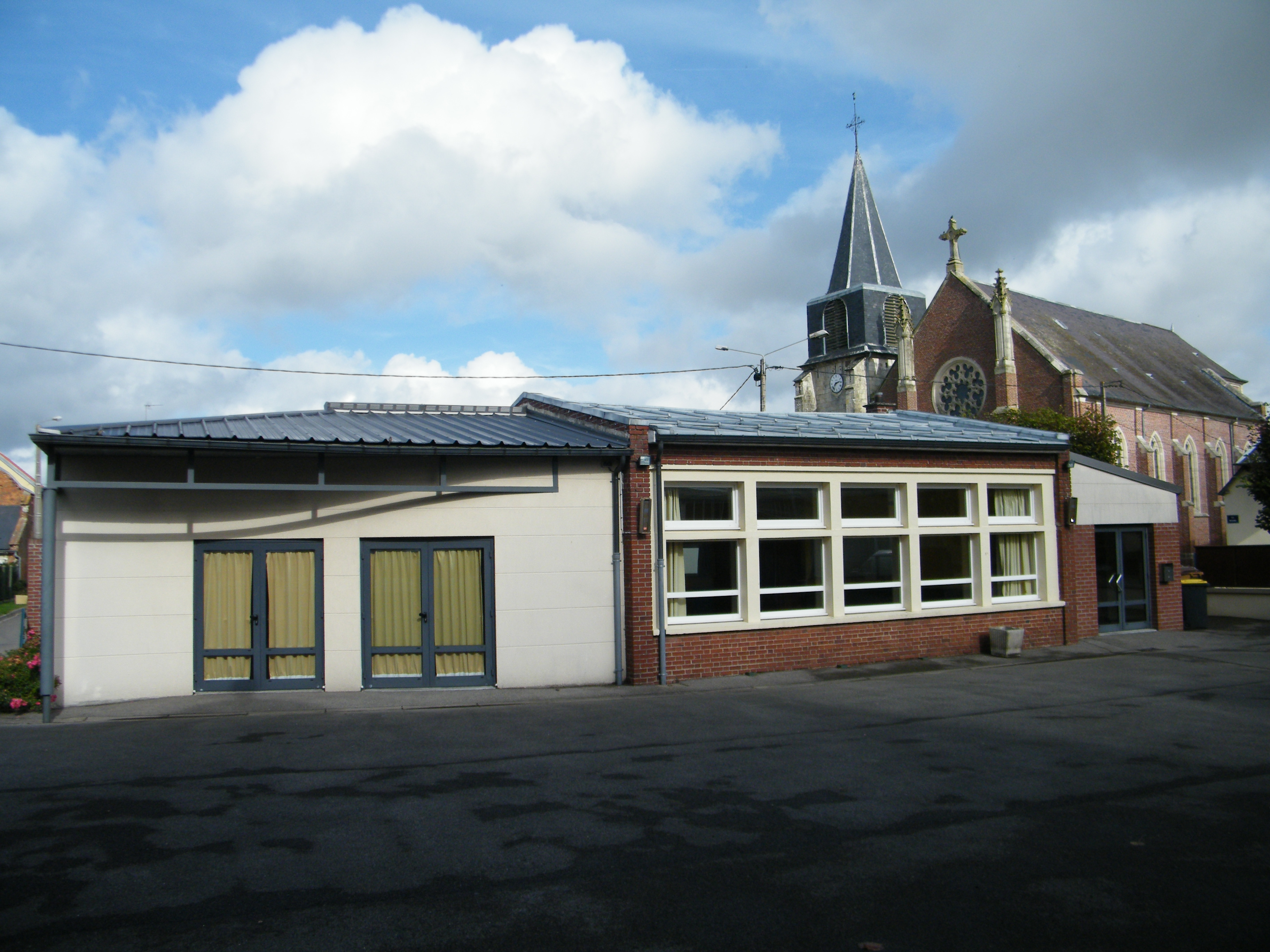
Salle communale, école.
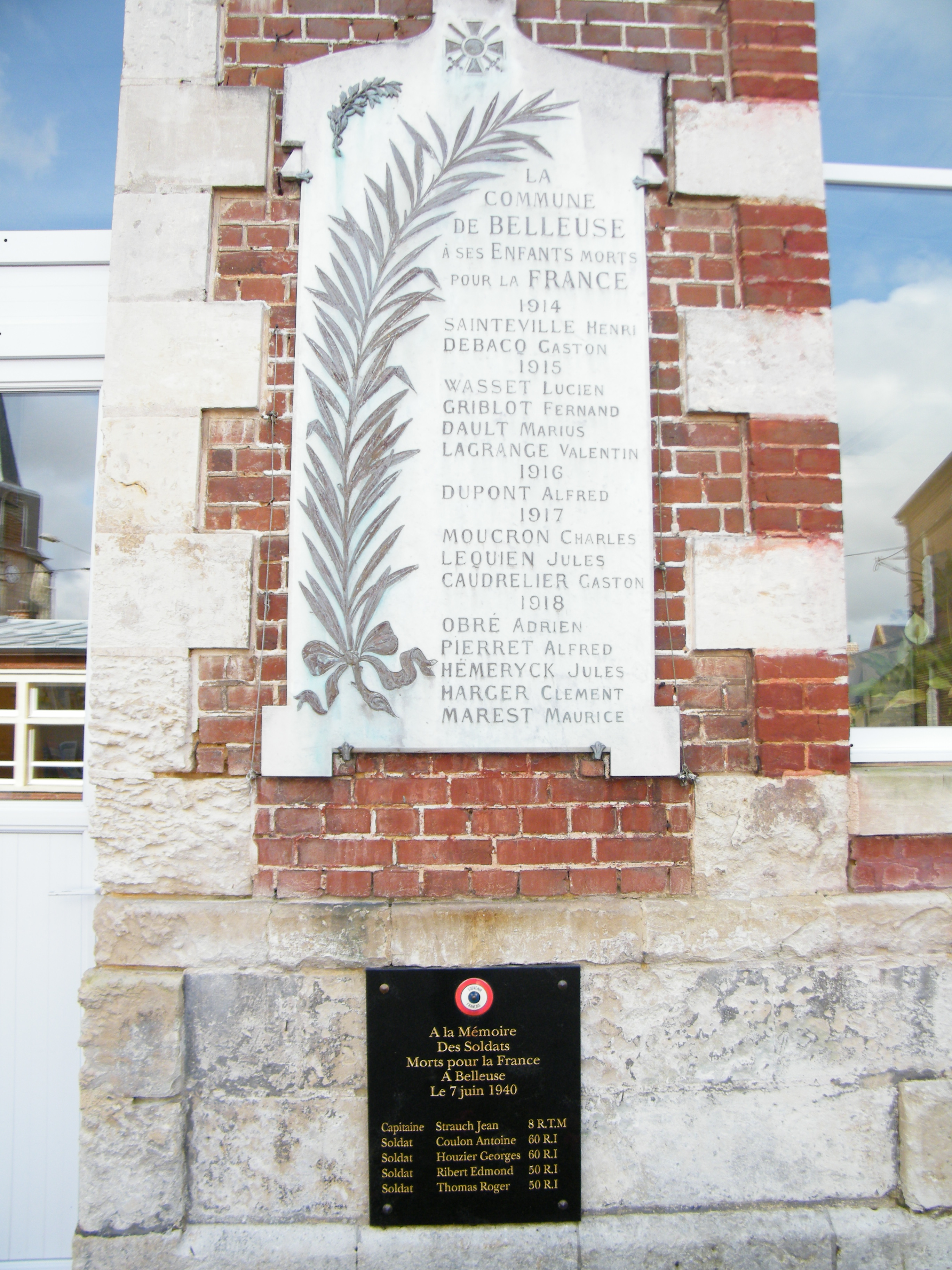
Plaque commémorative.
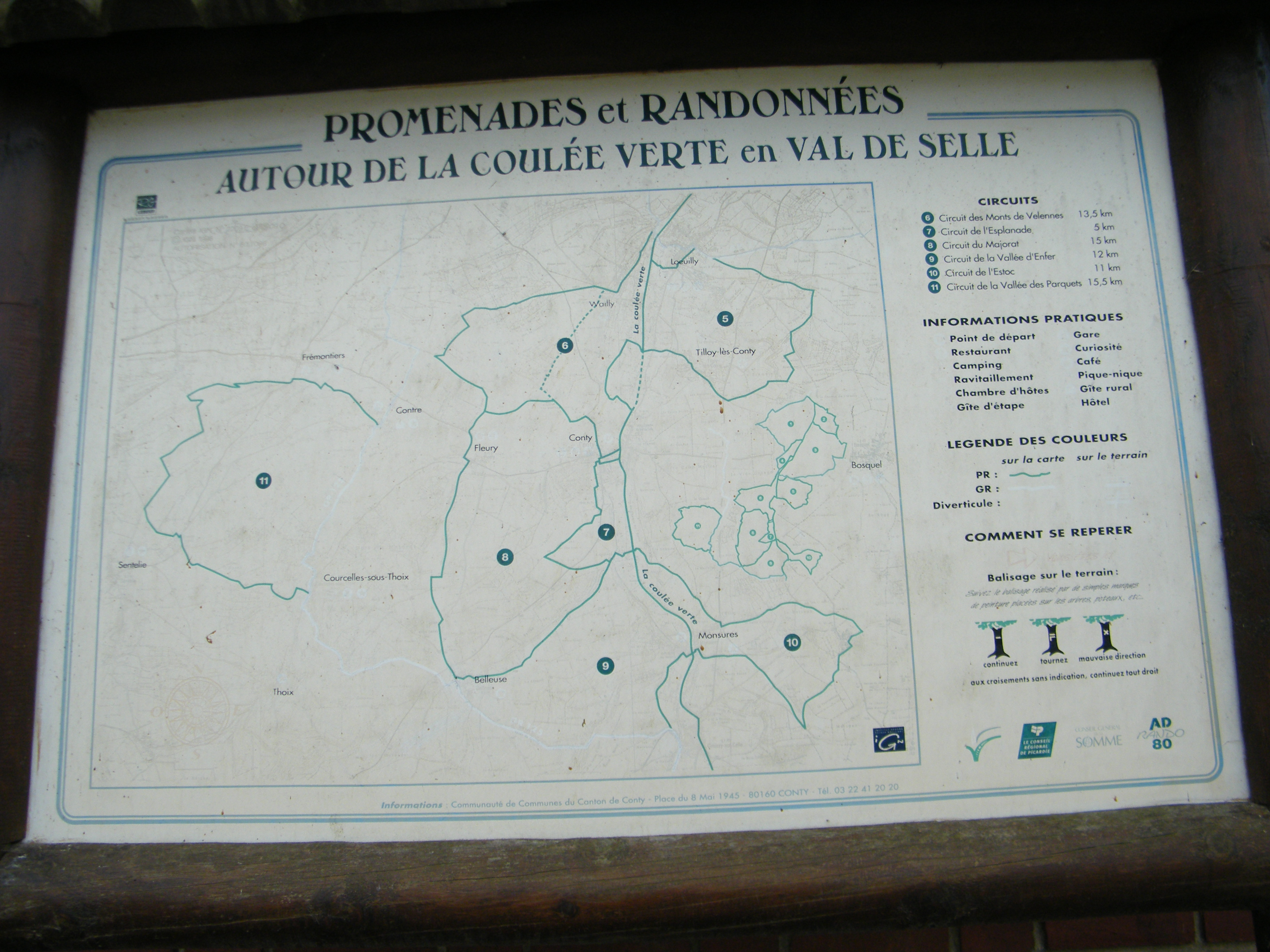
La coulée verte en Val de Selle.

## Pour approfondir